# 라이언 뉴먼 (자동차 경주 선수)

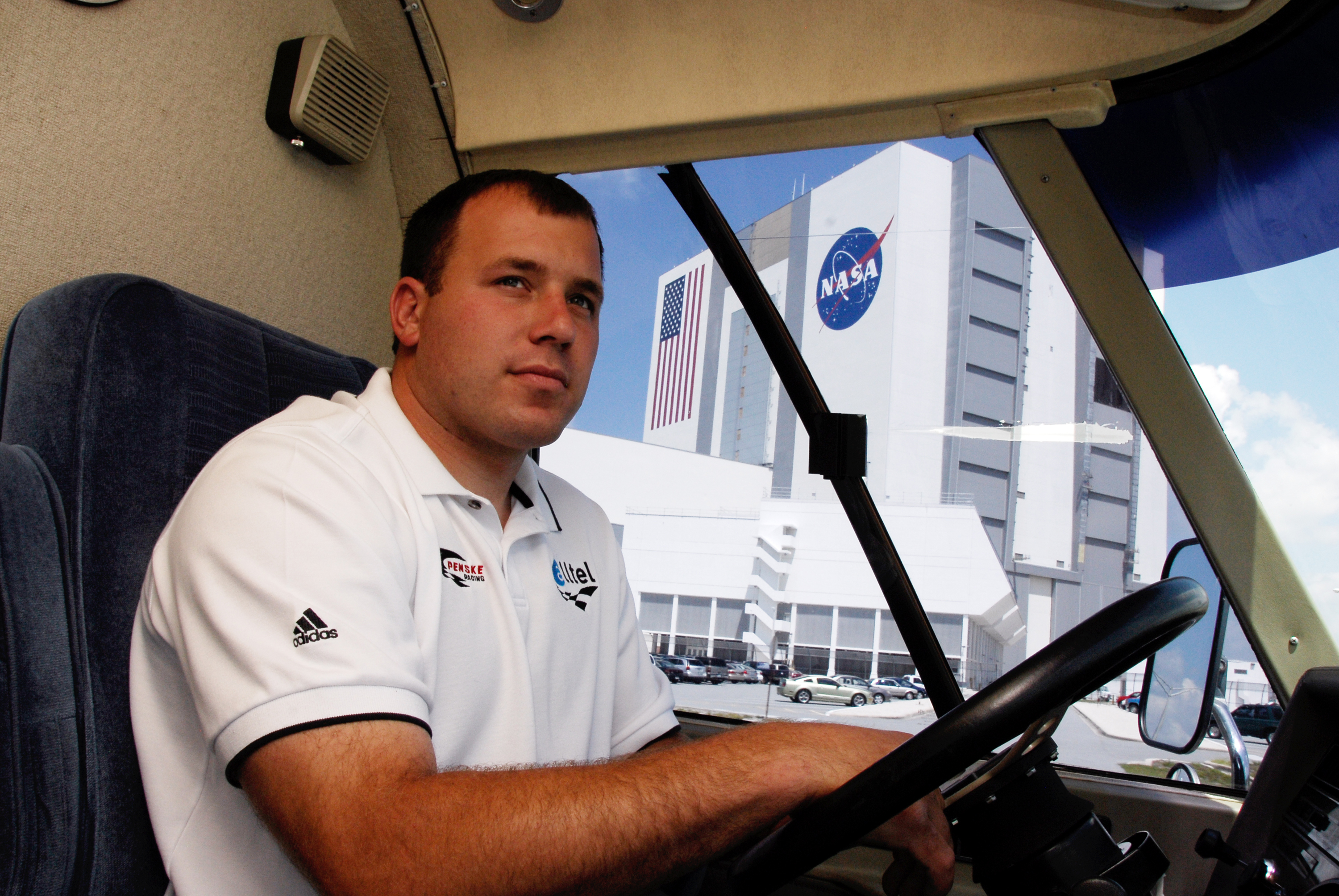
라이언 뉴먼

라이언 뉴먼(Ryan Newman, 1977년 12월 8일 ~ )은 미국의 NASCAR 자동차 경주 선수이다. 2002년 NASCAR 올해의 루키 선수로 선정되었다. 2008년에는 데이토나 500에서 우승하였다.